# Peter Bosa
Peter Bosa (Camino al Tagliamento, 2 maggio 1927 – Toronto, 10 dicembre 1998) è stato un politico e dirigente sportivo italiano naturalizzato canadese, dal 1977 al 1998 membro del Senato del Canada.

## Biografia
Nato in Friuli, Bosa emigrò in Canada nel 1948. Dovette risiedere in sanatorio ad Hamilton a causa della tubercolosi che lo affliggeva. Uscito, lavorò in un negozio di abbigliamento e poi in una compagnia d'assicurazione. 
Nel 1963 fu scelto come assistente del ministro della cittadinanza e dell'immigrazione René Tremblay. Successivamente fu consigliere comunale a York.
Membro del Partito Liberale del Canada, nel 1977 diviene senatore durante il governo di Pierre Trudeau, carica che manterrà sino alla morte, avvenuta nel dicembre 1998.
Non dimentico delle sue origini, organizzò due raccolte di fondi quando il suo paese natio venne colpito da terremoti.
Appassionato di calcio, fu proprietario del Toronto Italia ed uno dei fondatori della Eastern Canada Professional Soccer League.